# Fonoteca

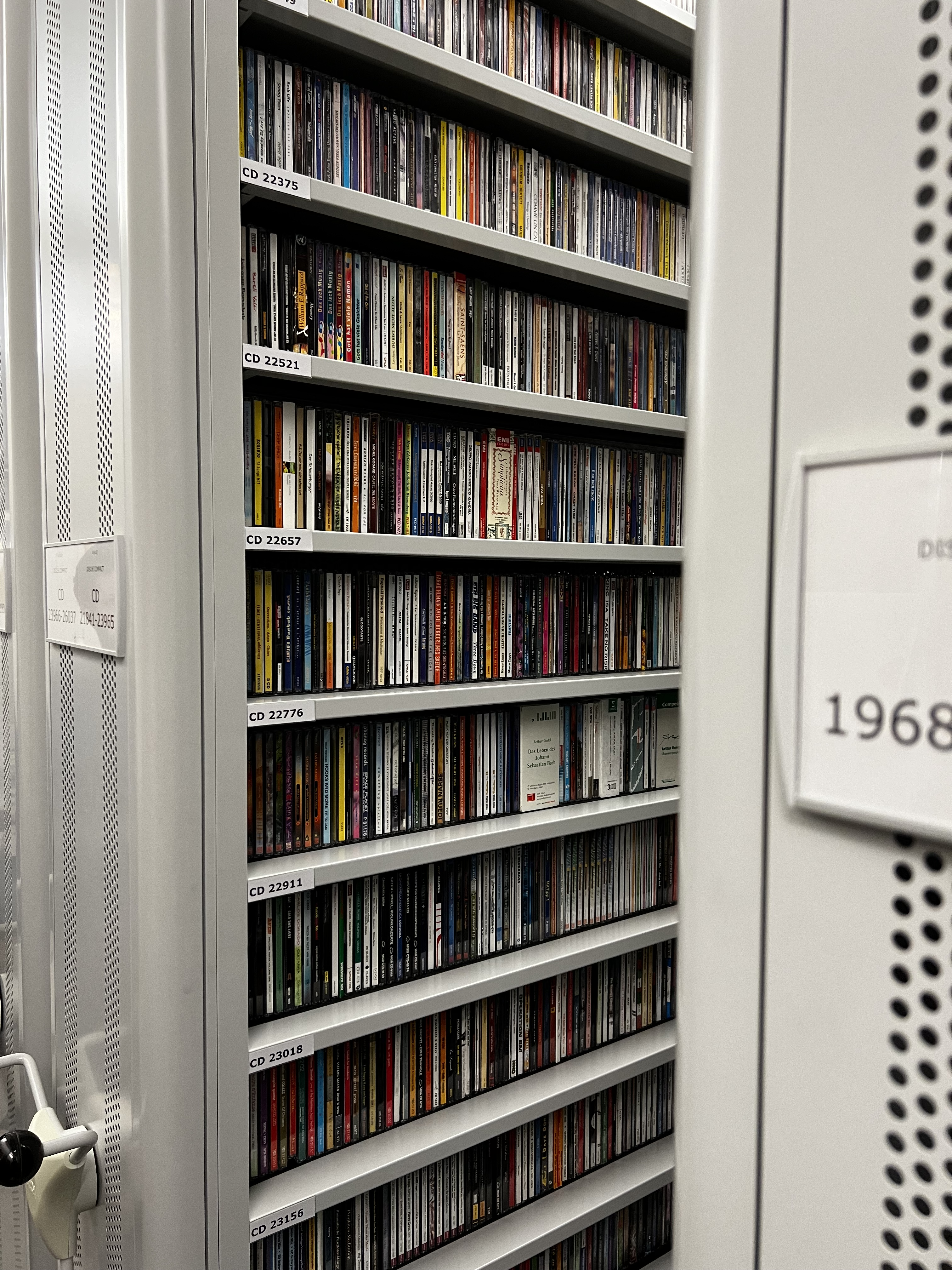
Archivio della Fonoteca nazionale svizzera

Una fonoteca è un archivio deputato alla raccolta e alla conservazione di materiale sonoro e audiovisivo, di cui deve garantire l'accessibilità nel tempo preservando sia i supporti fisici, sia i dispositivi di riproduzione che leggono tali supporti, sia i metadati collegati ai contenuti, nonché procedendo alla loro digitalizzazione e conservazione digitale.
Una fonoteca può avere carattere di fonoteca nazionale oppure essere la fonoteca di un'azienda di radiodiffusione, pubblica o privata, o costituire un archivio di ricerca. Oltre alla gestione e all'ampliamento della raccolta e alla conservazione, le fonoteche si occupano in genere di attività di disseminazione. Le strategie di acquisizione del materiale includono l'acquisto, le donazioni, il deposito legale o anche la registrazione originale.
L'International Association of Sound and Audiovisual Archives si occupa di unire le fonoteche a livello internazionale e di emanare delle linee guida comuni.

## Storia
Nel 1876 Alexander Graham Bell depositò il brevetto del telefono, consentendo la trasmissione della voce su lunghe distanze, mentre nel 1877 Thomas Edison inventò il fonografo, il primo sistema di registrazione e riproduzione del suono basato su cilindri fonografici. Nel 1887 Emile Berliner perfezionò il meccanismo brevettando il grammofono, che utilizzava dei dischi a differenza dei cilindri usati dall'invenzione di Edison. Queste innovazioni resero per la prima volta possibile la registrazione e la conservazione di materiale sonoro. Fu quindi possibile utilizzare le registrazioni come strumento di ricerca in ambito musicologico, musicale e linguistico. La linguistica, per esempio, si avvalse delle potenzialità delle registrazioni per superare i limiti delle trascrizioni e studiare nel dettaglio le lingue e i dialetti, utilizzando dei testi di riferimento da confrontare tra lingua e lingua. Ugualmente, le registrazioni divennero strumenti utili per le spedizioni e le esplorazioni di carattere etnografico.
Il primo archivio fonografico fu il Phonogrammarchiv di Vienna, creato su richiesta del fisiologo austriaco Sigmund Exner. A differenza di quanto accade solitamente nella creazione di archivi storici, che nascono da un nucleo di documenti già esistenti, la richiesta di Exner, inviata il 27 aprile 1899, scaturì sulla base delle sole potenzialità tecniche della registrazione sonora. La Commissione per la creazione di un archivio fonografico, in tedesco Commission zur Gründung eines phonographischen Archivs, che venne quindi fondata, stabilì tre aree di interesse: le lingue del mondo, in particolare le lingue e i dialetti europei, la musica e le descrizioni audio di personaggi famosi. L'ambito fu presto esteso alla medicina, alla zoologia, ma anche ai paesaggi sonori. All'uopo fu anche progettato un disco fonografico d'archivio (archivphonograph) in cera, per la preservazione a lungo termine.
L'anno dopo toccò alla Germania. A Berlino venne fondato l'Archivio fonografico, sotto l'egida della facoltà di psicologia della locale università e su impulso del chimico Erich Moritz von Hornbostel e del medico Otto Abraham, con un interesse inizialmente musicologico. L'idea nacque a seguito dell'esibizione di gruppi teatrali siamesi e giapponesi. Tuttavia, a differenza di quanto accadde in Austria, il fonografo non venne subito utilizzato come strumento di studio linguistico e dialettologico.
Seguirono poi altre città e istituzioni europee, come l'Accademia russa delle scienze di San Pietroburgo, poi nel 1909 Zurigo e nel 1911 Parigi.

## Fonoteche nazionali
Le fonoteche nazionali si occupano solitamente di curare gli archivi sonori governativi e di archiviare i prodotti dell'industria musicale, in collaborazione con le agenzie che si occupano di gestire il diritto d'autore, o più in generale di raccogliere il patrimonio sonoro che incarna l'identità culturale e storica di una nazione. Possono inoltre essere le destinatarie di una forma di deposito legale obbligatorio dei prodotti dell'industria musicale.

### Italia
Il 10 agosto 1928 venne istituita in Italia la Discoteca di stato, sulla base di una raccolta avviata dal futurista Rodolfo De Angelis, che intendeva raccogliere delle voci da tramandare ai posteri. Nel 1934 l'ambito dell'istituto fu esteso a «tutto quanto nel campo dei suoni interessi la cultura scientifica, artistica e letteraria», mentre nel 1935 la responsabilità della Discoteca di Stato fu assunta dal Sottosegretariato di Stato per la stampa e la propaganda, per poi passare al Ministero della cultura popolare nel 1939.
Nel 2004 fu assegnato alla Discoteca il ruolo di deposito legale obbligatorio di tutti i beni sonori ed audiovisivi prodotti e distribuiti in Italia, mentre nel 2007 fu trasformata in Istituto centrale per i beni sonori ed audiovisivi. Nel 2012 un tentativo di soppressione è fallito in seguito a una mobilitazione di varie associazioni di settore. Attualmente l'archivio conta oltre 300.000 supporti.

### Regno Unito
Nel Regno Unito il British Museum aveva già iniziato a raccogliere dal 1906 una serie di registrazioni audio. Tuttavia, questa raccolta non era sufficientemente completa, perciò nel 1955 l'archivista Patrick Saul fondò, col supporto della Decca Records e di un fondo dei quaccheri, il British Institute of Recorded Sound, assorbito nel 1983 dalla British Library e rinominato British Library Sound Archive.

### Svizzera
In Svizzera si iniziò a discutere della necessità di una fonoteca nazionale già nel 1972, tuttavia solo il 14 febbraio 1984 fu fondata la Società per l'allestimento della Fonoteca nazionale svizzera. La fondazione venne completata il 18 maggio 1987, quando la società per l'allestimento fu trasformata nella Fondazione Fonoteca nazionale svizzera, con sede a Lugano.
La collezione della fonoteca include documenti audio su più di 500 000 supporti sonori (che aumentano in media di 20-25 000 documenti all'anno) tra i quali produzione dell'industria discografica svizzera, registrazioni radiofoniche, della ricerca scientifica e lasciti di compositori, interpreti e collezionisti.